# Пернишка котловина
Пернишката котловина е котловина в Западна България, област Перник, в историко-географската област Граово, част от физико-географската област Краище.
Котловината има удължена форма от запад на изток на протежение от около 20 км, а ширината ѝ достига до 8 – 10 км. Средната ѝ надморска височина е 750 – 800 м. Разположена е между планините Люлин (на североизток), Витоша (на изток), Голо бърдо (на юг и югозапад), а на северозапад ниският рид Усоица я отделя, а пролома Кракра я свързва с Брезнишката котловина. На североизток Владайският проход я свързва със Софийската котловина.
Склоновете на оградните планини са изградени от пясъчници, мергели, варовици, андезити и андезитни туфи, а основата на котловината от стартерциерни пясъчници, мергели и глини. На базата на този геоложки строеж са и установените и експлоатирани олигоценски кафяви въглища (Пернишки въглищен басейн). Котловината е образувана през стария терциер като тектонско понижение, което през неогена и кватернера се дооформя под влияние на речната и езерната денудация. Оградните ѝ склонове са добре очертани, най-често с разседен произход, а котловинната основа е разчленена и хълмиста. Преобладаващите почви са смолниците и канелените горски почви. Климатът е умереноконтинентален. Отводнява се от река Струма и нейните притоци. Има благоприятни условия за селско стопанство. Развит въгледобив.
В средата на котловината е разположен град Перник, а по периферията ѝ селата Големо Бучино, Дивотино, Драгичево, Кралев дол, Люлин, Кладница, Мърчаево, Рударци и Студена
В източната част на котловината, между селата Големо Бучино и Студена, на протежение от 11,8 км преминава участък от автомагистрала „Люлин“.
От запад на изток, по цялата ѝ дължина, на протежение от 20,2 км преминава участък от първокласен път № 6 от Държавната пътна мрежа ГКПП „Гюешево“ – София – Карлово – Бургас.
От юг на север, на протежение от 4,6 км – участък от второкласен път № 63 Перник – Брезник – Трън – ГКПП „СТрезимировци“.
От село Дивотино до град Перник, на протежение от 5,2 км – участък от третокласен път № 802 София – Банкя – Перник.
По цялото протежение на котловината от изток на запад преминава участък от трасето на жп линията София – Радомир – Благоевград – Кулата, а от юг на север —
участък от трасето на жп линия Перник – Волуяк.

## Топографска карта
- Лист от карта K-34-46. Мащаб: 1 : 100 000.
- Лист от карта K-34-47. Мащаб: 1 : 100 000.
- Лист от карта K-34-58. Мащаб: 1 : 100 000.
- Лист от карта K-34-59. Мащаб: 1 : 100 000.